# José Antonio Fernández Ordóñez
José Antonio Fernández Ordóñez (Madrid, 19 de noviembre de 1933 - ibídem, 3 de enero de 2000) fue un Ingeniero de Caminos, Canales y Puertos, denominación en España del título superior de ingeniería civil.

## Biografía
Obtuvo el título de Ingeniero de Caminos, Canales y Puertos en la Escuela Técnica Superior de Ingeniería de Caminos, Canales y Puertos de Madrid, siendo poco después nombrado profesor adjunto de la asignatura "Estilos Artísticos" en la misma escuela. Fue un ingeniero dotado de un profundo interés en lo estético, por lo que impartió Historia del Arte en su escuela.
Al frente de la empresa familiar PACADAR, de construcción de vigas pretensadas, pudo ejercer su interés creador en el diseño de bellas obras entre las que destaca el nuevo puente del Diablo, en Martorell. Realizó innumerables colaboraciones con el también ingeniero de caminos Julio Martínez Calzón.
El ingeniero Fernández Ordóñez habla en el artículo Lo ligero y lo barroco en la ingeniería de los años treinta sobre la forma en la que creyó que se debería realizar y ver a la ingeniería, como una forma estética de la construcción. Su hija es la filóloga y académica Inés Fernández Ordóñez.

## Realizaciones
- Casa de Lucio Muñoz en Torrelodones (Madrid), en colaboración con el arquitecto Fernando Higueras.
- Paso superior sobre la Castellana (o puente de Enrique de la Mata Gorostizaga, más conocido popularmente como puente de Juan Bravo) en Madrid, en colaboración con sus compañeros Julio Martínez Calzón, Alberto Corral y el artista Eusebio Sempere. (1968)
- Nuevo puente del Diablo sobre el río Llobregat, al lado del puente romano en Martorell (Barcelona). (1970)
- Rehabilitación de puentes califales, romanos, del siglo XVIII y del siglo XIX (1976-1988).
- Avenida de la Ilustración en Madrid (1983).
- Museo de Escultura Abstracta de la Castellana en Madrid, proyecto y dirección de obra en colaboración con Julio Martínez Calzón y Eusebio Sempere.
- Puente de acceso al Hipermercado de Henares en Madrid, proyecto en colaboración con Julio Martínez Calzón. (1986)
- "La Esfera Armilar" (1986).
- Proyecto de recuperación, conservación y readaptación del puente sobre el río Jarama en Algete (Madrid), con la colaboración de Julio Martínez Calzón y Alfredo Granados.Dirige la ejecución de la obra en 1982.
- Proyecto de recuperación, conservación y readaptación del puente sobre el río Alberche en Aldea del Fresno (Madrid).
- Participa en la salvación y traslado del puente romano de Guijo de Granadilla (Cáceres), amenazado de inmersión.
- Puente sobre la calle Torrelaguna en Madrid, junto con Julio Martínez Calzón (1982).
- Puente del Milenario sobre el río Ebro en Tortosa (Tarragona), proyecto de 1981 y dirección de obra en 1984 junto con Julio Martínez Calzón y Salvador Tarragó.
- Puente de Fernando Reig, en Alcoy (Alicante), de estructura atirantada, sobre el río Serpis. (1987).
- Instalación de la escultura Elogio del agua de Eduardo Chillida (1987).
- Puente del Centenario sobre el Guadalquivir en Sevilla, junto con Julio Martínez Calzón entre 1990 y 1992. Con motivo de la Exposición Universal de 1992. (1986)
- Puente sobre el río Rivera de Gata en Moraleja (Cáceres), junto con su hijo el arquitecto Lorenzo Fernández-Ordóñez y José Ramón Navarro Vera.
- Puente del ferrocarril Sevilla-Huelva sobre el río Guadalquivir en Sevilla (1986).
- Puente sobre el cauce antiguo del río Turia en Valencia (1989).
- Parque del Violón y ordenación de Puerta Real en Granada (1990).
- Plaza y puentes gemelos de la calle Cerdeña en Barcelona (1991).
- Puente sobre el río Ter en Gerona (1992).
- Nueva fachada marítima de Tarragona (1993).
- Puente del Arcángel sobre el río Guadalquivir en Córdoba (1993).
- Rehabilitación del antiguo puente de Ajuda sobre el Guadiana, en la frontera hispano-portuguesa (1993).
- Puente sobre el río Urumea en San Sebastián (1994).
- Puente sobre el río Tormes en Salamanca. (1994).
- Puente para el AVE Madrid-Barcelona sobre el río Cinca (1995).
- Nuevo Frente marítimo de Las Palmas (1995).
- Pasarela sobre la ría Bilbao frente al Museo Guggenheim y la Universidad de Deusto (1996).
- Puente Infante Don Henrique sobre el río Duero en Oporto (1998)

## Premios y menciones
- Segundo premio en el Concurso Nacional de Arquitectura en colaboración con el arquitecto Fernando Higueras en la Casa de Lucio Muñoz en Torrelodones (Madrid).
- Presidente del Colegio Nacional de Ingenieros de Caminos, Canales y Puertos (1974-1979).
- Prix européen du Musée de l'année por el European Museum Trust, por el proyecto y construcción del Museo de Escultura Abstracta de la Castellana, en colaboración con Julio Martínez Calzón y Eusebio Sempere. (1978)
- "Colegiado de Honor" por el Colegio de Ingenieros de Caminos Canales y Puertos de España (1.980).
- Caballero de la Orden Nacional del Mérito por la República Francesa
- Catedrático de la Universidad Politécnica de Madrid (1981).
- Premio Construmat por el proyecto de recuperación, conservación y readaptación del puente sobre el río Jarama en Algete (Madrid), con la colaboración de Julio Martínez Calzón y Alfredo Granados. (1985)
- "Medalla de Oro" del Concurso Internacional para la Expo 92 en Sevilla. (1986)
- Patrono de la Fundación “Juanelo Turriano” (1987)
- Académico de la Real de Bellas Artes de San Fernando (1988).
- Patrono de la Fundación “Agustín de Betancourt” (1992).
- Presidente del Real Patronato del Museo Nacional del Prado (1993).
- Académico de la "Academia de la Ingeniería de España" (1994).
- Comisario de la Expo "L´Art de L´ingénieur" del Centro George Pompidou de París (1995)
- Doctor "Honoris Causa" por la Universidad de Extremadura (1996).
- Gran Cruz de la Orden Civil de Alfonso X el Sabio (2000), a título póstumo.
- Premio Nacional de Ingeniería Civil, a título póstumo. (2003)